# 由倉奈於
由倉 奈於（ゆくら なお、7月3日 - ）は、日本の女性声優。アトリエピーチ所属。東京都出身。血液型はA型。

## 出演作品
太字は主役・メインキャラクター

### ゲーム
- SISTER 〜堕落の刻印〜（アイシャ）[2]
- ピエタ 幸せの青い鳥（業原鏡子）[3]
- Pia♥キャロットへようこそ!!G.O.〜SUMMER FAIR〜（高屋敷瑞希）[1]
- 魔女っ娘ア・ラ・モードII 〜光と闇のエトランゼ〜（ナレーション、リスティア）[1]
- 魔女っ娘ア・ラ・モードII 〜魔法と剣のストラグル〜（女子生徒、男の子）[1]

### CD-ROM
- PCフレンド算数理科漢字（ナレーション、ブル、魔法使い）[1]
- 作って遊ぼう!（ナレーション）[1]

### 舞台
- ダークサイド・オブ・ザ・ムーン（少年役他〜スタジオはるか）[1]
- 楽屋（女優役〜スタジオはるか）[1]